# U-Bahnhof Burgstraße

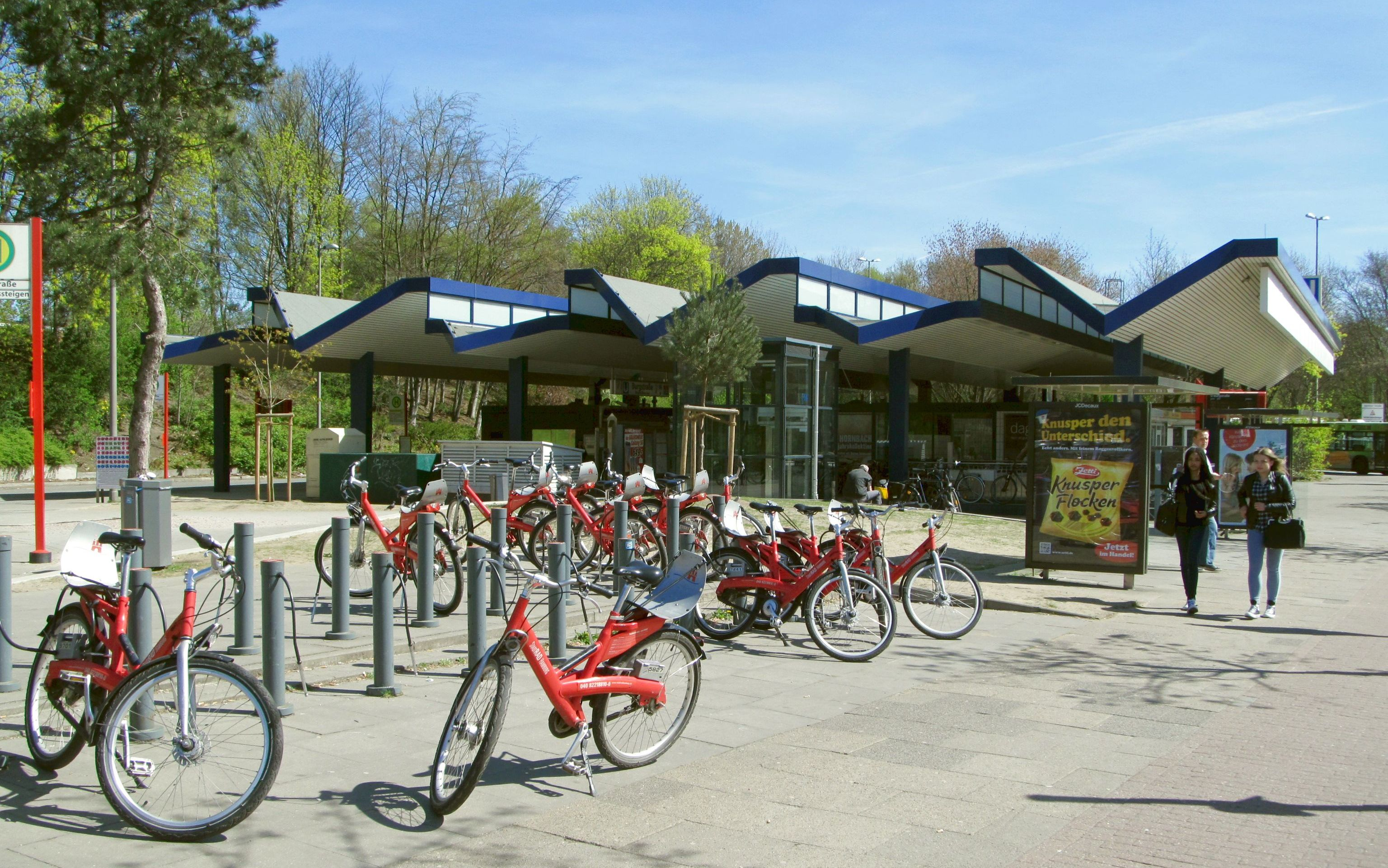
Umsteigeanlage mit Zugangsgebäude zur U-Bahn (Architekt: Fritz Trautwein)

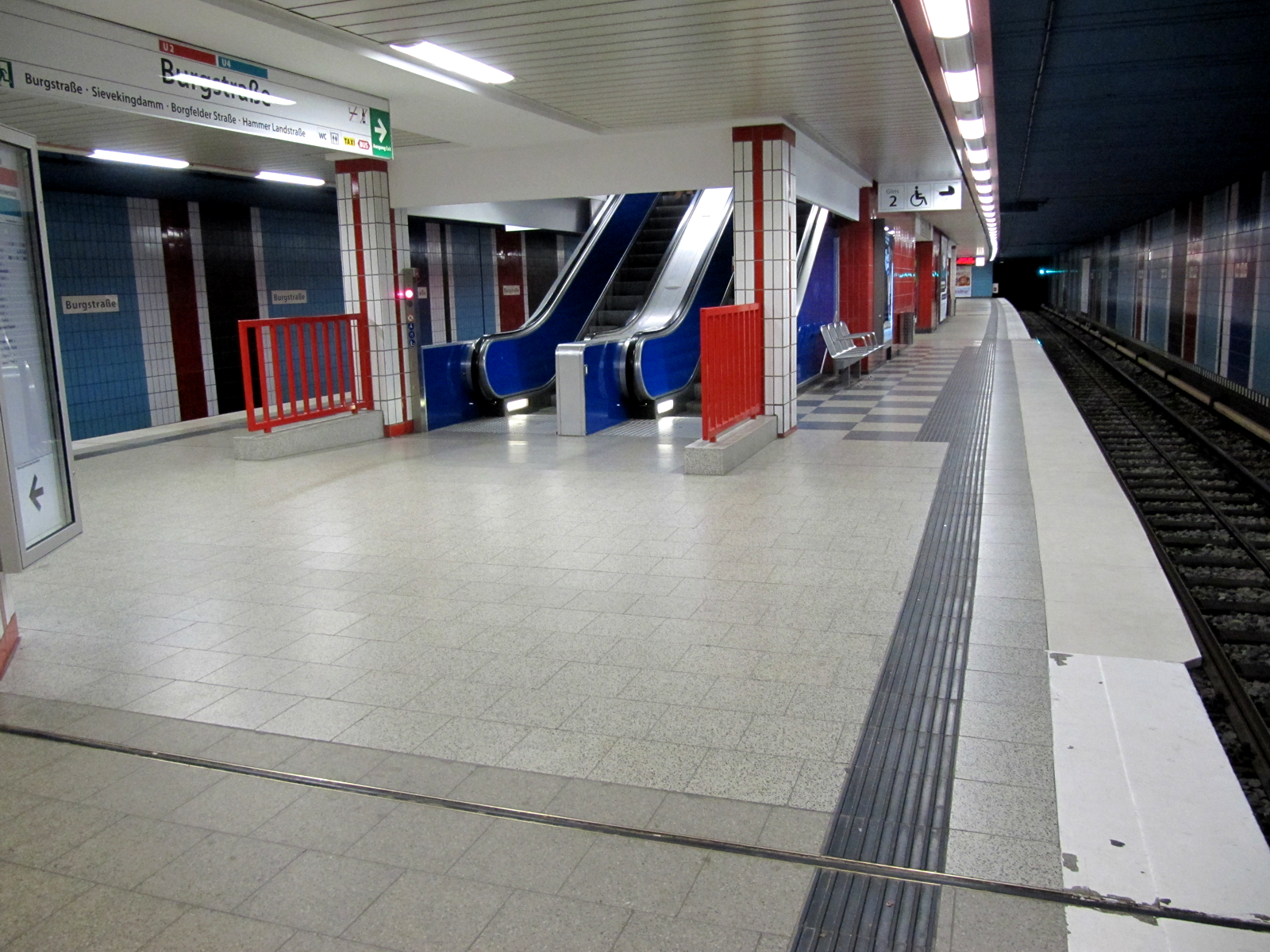
Erhöhter Bahnsteig und Gitter zur Fahrgastlenkung (Baumaßnahmen 2014)

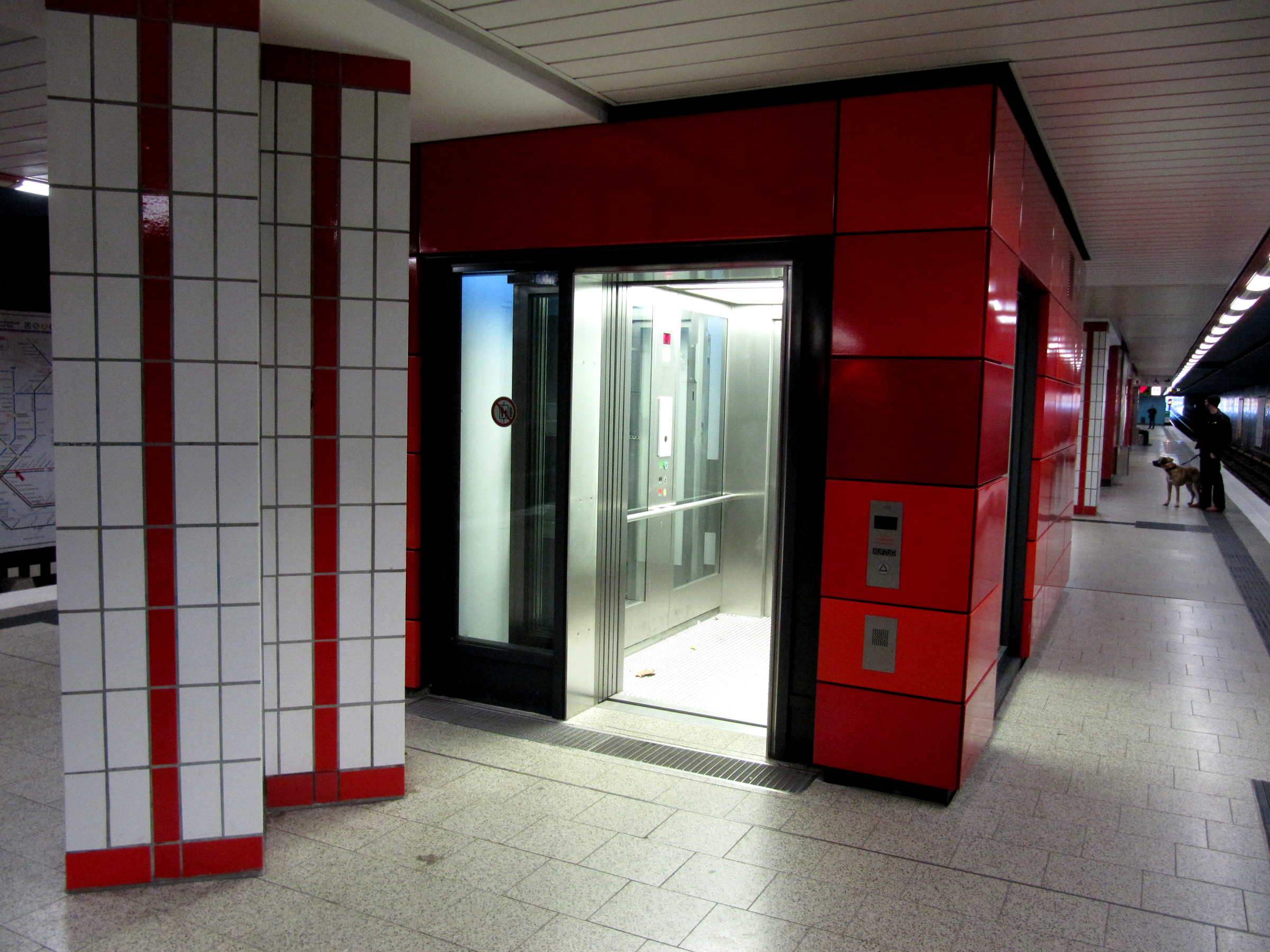
Der Fahrstuhl auf der Bahnsteigebene

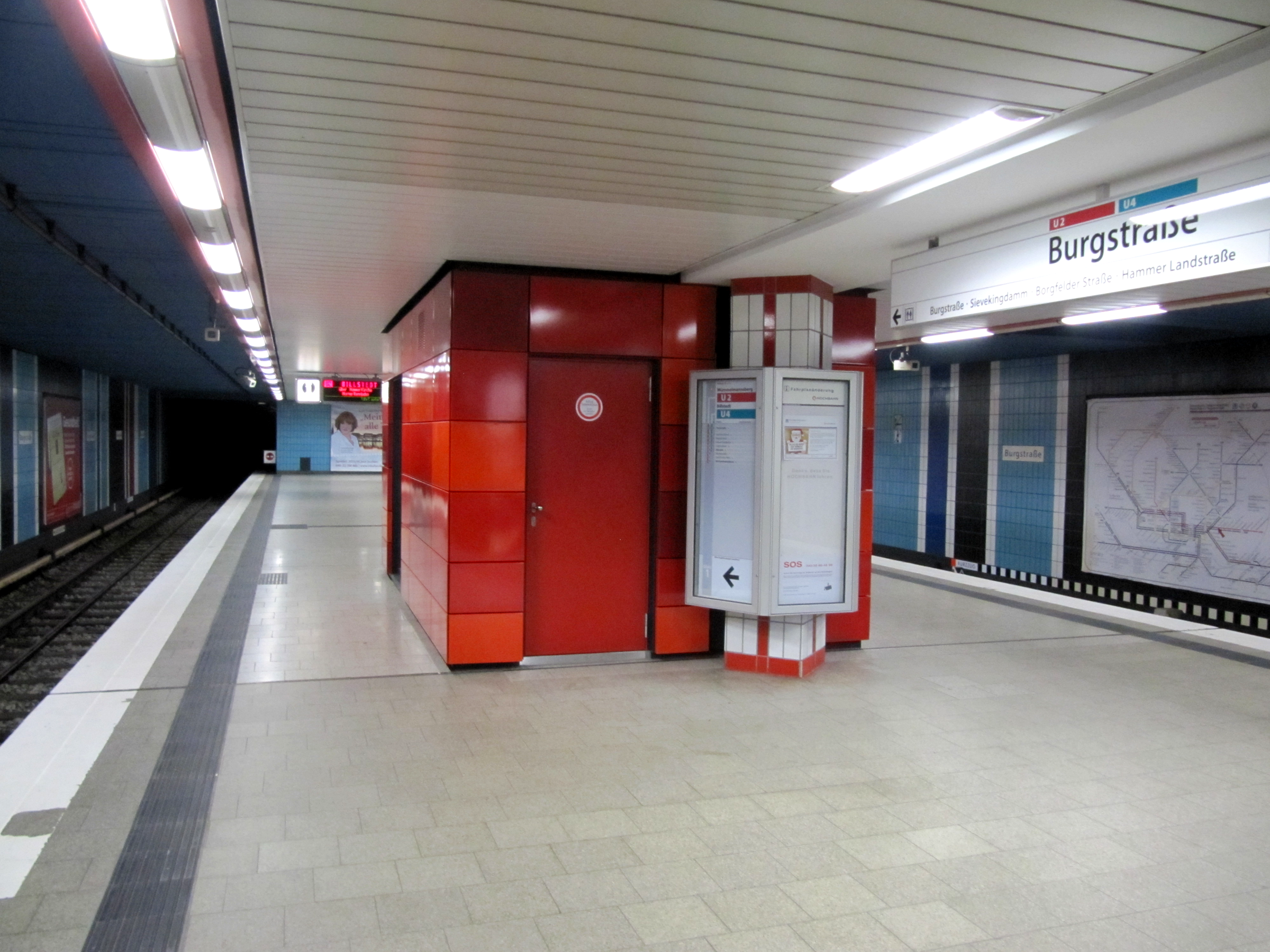
Ansicht des westlichen Bahnsteigs nach dem Umbau 2014

Der U-Bahnhof Burgstraße ist eine Tunnel-Haltestelle der Hamburger U-Bahn-Linien U2 und U4 im Stadtteil Hamm. Das Kürzel der Station bei der Betreiber-Gesellschaft Hamburger Hochbahn lautet „BG“. Der U-Bahnhof hat täglich etwa 20.000 Ein- und Aussteiger (Mo–Fr, 2019).

## Geschichte
Der U-Bahnhof Burgstraße wurde im Januar 1967 in Betrieb genommen. Die Anlage war Teil der ersten Etappe des U-Bahn-Baus von Berliner Tor nach Billstedt, gemeinsam mit ihr wurde die Strecke bis zur Station Horner Rennbahn eröffnet. Die U-Bahn ersetzte die stark frequentierten Straßenbahnlinien 1 und 7 nach Billstedt, die durchführende Straßenbahnlinie 2 nach Horner Rennbahn über Hamm-Nord, als auch vom ZOB Hamburg ausgehenden Buslinien der Verkehrsbetriebe Hamburg-Holstein (VHH) Richtung Osten (Oststeinbek, Glinde, Trittau), die bis Horner Rennbahn (später Billstedt bzw. Merkenstraße, noch später Steinfurther Allee) zurückgezogen wurden.
Der Bahnhof wurde damals als Umsteigeanlage zu den hier verbliebenen Straßenbahnlinien 5 nach Horner Rennbahn über Hamm-Nord, 15 Richtung Winterhude – Hoheluft – Eimsbüttel – Altona und 19 über Berliner Tor nach Billbrook gebaut. Die Gleise lagen so, dass sich in der Mitte der Fahrgastbereich befand, sie dienten gleichzeitig als Kehrschleife. Seit Einstellung der Straßenbahn fahren hier Stadtbusse auf diesen Relationen.
Burgstraße wurde früher von der Linie U3 bedient, die Züge in Richtung Stadtzentrum fuhren also ab Berliner Tor auf der Ringlinie von 1912 weiter. Seit dem Jahr 2009 verkehrt hier die Linie U2, die ab Berliner Tor auf einer Ende der 1960er Jahre gebauten Strecke die Innenstadt durchquert. Gleichfalls verkehrt hier seit 2012 die Linie U4 auf der Strecke Elbbrücken – Billstedt.

## Ausbau und Lage
Der U-Bahnhof Burgstraße befindet sich nördlich der Hammer Landstraße, zwischen der Kreuzung mit der namensgebenden Burgstraße und dem Abzweig Sievekingdamm. Östlich des Bahnhofs liegt die Grünanlage Thörls Park. Die Station verfügt über einen ungefähr 120 Meter langen Mittelbahnsteig in einfacher Tieflage, von dem aus zwei Treppen in ein Zugangsgebäude direkt über dem U-Bahn-Bereich führen.
Seit Dezember 2014 ist der Bahnsteig über einen Aufzug barrierefrei zu erreichen. Im Rahmen der Umbaumaßnahmen wurde der mittlere Bahnsteigteil erhöht und an den Treppenaufgängen wurden bauliche Verlängerungen zur Personenlenkung ergänzt.
Der U-Bahnhof Burgstraße war ursprünglich auch für eine weitere U-Bahn-Linie vorgesehen, den sogenannten Alsterhalbring. Der dafür vorgesehene Vollausbau hätte einen weiteren Bahnsteig nördlich der vorhandenen Anlage erfordert. Hierzu wurde aus Richtung Berliner Tor ein kurzer Tunnelstutzen nach Norden vor der Haltestelle errichtet, der allerdings ungenutzt ist.
Die Station Berliner Tor ist etwa 1,2 Kilometer entfernt, bis zum U-Bahnhof Hammer Kirche sind es ungefähr 900 Meter.
Der U-Bahnhof Burgstraße ist Verknüpfungspunkt mit dem Hamburger Busnetz, hier hält unter anderem die Halbring-Metrobus-Linie 25 nach Winterhude – Eppendorf – Eimsbüttel – Altona.
| Linie | Verlauf |
| ----- | --- |
| U 2   | Niendorf Nord – Schippelsweg – Joachim-Mähl-Straße – Niendorf Markt – Hagendeel – Hagenbecks Tierpark – Lutterothstraße – Osterstraße – Emilienstraße – Christuskirche – Schlump – Messehallen – Gänsemarkt (Oper) – Jungfernstieg – Hauptbahnhof Nord – Berliner Tor – Burgstraße – Hammer Kirche – Rauhes Haus – Horner Rennbahn – Legienstraße – Billstedt – Merkenstraße – Steinfurther Allee – Mümmelmannsberg |
| U 4   | (in Planung: Moldauhafen –) Elbbrücken – HafenCity Universität – Überseequartier – Jungfernstieg – Hauptbahnhof Nord – Berliner Tor – Burgstraße – Hammer Kirche – Rauhes Haus – Horner Rennbahn – Legienstraße – Billstedt (im Bau: – Stoltenstraße – Horner Geest) |